# Täby djurbegravningsplats
Täby djurbegravningsplats är en begravningsplats för husdjur i Täby kyrkby.

## Historia
Djurbegravningsplatsen har funnits åtminstone sedan 1912 och grundades av ryttmästare Gustaf Wannberg och hans belgiska hustru Marguerite f. Perrette. Gustaf Wannberg var dåvarande verksamhetschef för Hundstallet  och mycket djurintresserad. Ett flertal av parets hundar (Mouche I-IV) samt Gustafs häst Dandy finns begravda här. Hästen Dandy vann han många ryttartävlingar med. Gustaf Wannberg föddes 1880 i Hedvig Eleonora församling i Stockholm och dog 1963, då boende på Strandvägen 51. Han och hans hustru är gravsatta på Norra begravningsplatsen i Solna. De upprättade en fond av Gustafs förmögenhet för djurskydd i deras namn, Gustaf och Marguerite Wannbergs djurskyddsfond, vars avkastning sedan dess årligen går till Hundstallets verksamhet. De ömmade särskilt för de skånska bandhundarnas situation. Gustaf var ryttmästare i Smålands husarregemente och ridlärare vid Strömsholm. 

## Djurbegravningsplatsen
Täby djurbegravningsplats ligger i ett grönområde vid Täby kyrkby. Gravplatsen består av ett ca 4000m² inhägnat område och innehåller ungefär 1500 gravplatser. Djurbegravningsplatsen accepterar en mängd olika husdjur bland annat hundar, katter, kaniner och hästar. 